# Ørsjøen
Ørsjøen er en sø som ligger i Halden kommune i Viken i Norge. Den har afløb mod sydvest ved Ørselva, som munder ud i Enningdalselva lige ovenfor hvor denne munder ud i Iddefjorden.
Egnene omkring Ørsjøen og Ertemarka (skovområdet nord og nordvest for denne) er kendt som jagt- og strejfområde for den flok af den sydlige ulvestamme som hovedsagelig befinder sig i grænseområderne mellem Aremark/Halden og Dals Ed i Sverige. Der har været hyppige observationer i de senere år, og flere hunde er revet eller bidt ihjel af ulve netop i Ertemarka og ved Ørsjøen.

## Eksterne kilder og henvisninger
- Om Ørsjøen I Store norske leksikon (05.05.2011)